# キングダム ハーツ チェイン オブ メモリーズ
『キングダム ハーツ チェイン オブ メモリーズ』（KINGDOM HEARTS CHAIN OF MEMORIES、略称: COM、KHCOM）は、2004年11月11日にスクウェア・エニックスより発売されたゲームボーイアドバンス用コンピュータゲームである。後に『キングダム ハーツ Re:チェイン オブ メモリーズ』としてPlayStation 2向けにリメイクされた（後述）。

## 概要
前作『キングダム ハーツ』と次回作『キングダム ハーツII』の間の出来事を描いた作品。ナンバリングタイトルではないが、シリーズにおける本編作品である。『KH』のエンディング直後から始まり、『KH2』へつながる伏線や謎を多く残している。ムービーの挿入やエンディングに『光』がフルコーラスで流れるといった演出もある。
2003年9月の東京ゲームショウ2003で『KH2』と同時発表された。PlayStation 2専用ソフトだった『KH』と異なり、対応ハードがゲームボーイアドバンスということでユーザーを驚かせたが、ディレクター野村哲也は「『KH』をGBAで遊びたいという意見が予想以上に多く、実際の子供たちの声が制作を始めるきっかけとなった」と話した。ただしハードの違いからか、本作をプレイしていない『KH』のプレイヤーも多く、また本作をプレイしていないと『KH2』のシナリオの一部が理解しにくいことから、リメイク作品として『Re:チェイン オブ メモリーズ』が制作された。
野村のデザインによるオリジナル仕様のゲームボーイアドバンスSPが同梱された限定版『キングダム ディープシルバーエディション』も同時発売された。2006年3月9日には『キングダム ハーツ チェイン オブ メモリーズ アルティメットヒッツ』として、低価格化されて再発売されている。
最初はソラ編から始まり、ソラ編をクリアすることでリク編「Reverse/Rebirth」がプレイできるようになる。「Reverse/Rebirth」には逆再生という意味が込められており、ソラ編で起こった事件の裏側をリク編で知ることができるという仕組みだが、敵の集団である“機関”の正体や目的といった根本的な謎の解決は『KH2』へ持ち越しされた。ソラ編が1階から始まり最上階の13階を目指すのに対し、リク編は最下層の地下12階から始まり1階を目指すという対極に位置している。

## ゲームとしての特徴
本作の開発にあたり、最も重視されたのは「GBAで『キングダム ハーツ』らしい戦闘がどこまで作れるか」ということだった。劇中でも重要な役割を担うカードを戦闘に採り入れることは開発当初から決まっており、初めはカードゲームとしての比率が大きいゲームとして作られていたが、「KHらしくない」ことから段々とカードを使ったアクションゲームという方向にシフトしていく。その結果、KHの特徴であるアクション性の強いRPGとなり、「ゲームボーイ版KH」と呼ぶにふさわしいものに出来上がった。これらのシステムはリメイク作品の『Re:COM』になっても変わらず採用されている。
フィールドの移動中に敵と接触するとバトル画面に切り替わる、シンボルエンカウント方式がとられている。プレイヤーキャラクターのソラとリクは、移動とジャンプ以外の全ての行動をバトルカードによって実行することとなる。
カードの分類
武器（ソラはキーブレード、リクはソウルイーター）で攻撃するアタックカード、魔法を使うマジックカード、瞬時にカードのリロードなどを行うアイテムカード、一定時間または一定回数分の特殊効果を得るエネミーカード、バトル中にランダムに現れるフレンドカード、ボスとの戦闘中に条件を満たすことで現れるギミックカードの6種類。
デッキ
プレイヤーキャラクターはアタックカード、マジックカード、アイテムカード、エネミーカードをまとめるデッキを持ち、どのカードをデッキに組み込むかを編集することができる（デッキの編集が行えるのはソラだけで、リクの場合は階層によってデッキの内容が固定されている。この決められたデッキでどう戦うかを考えるのもリク編の遊び方の一つである）。戦闘中にデッキのカードを使い果たした場合はリロードで使用したカードを補充できるが、リロードの回数を重ねるほどカードを補充する時間が遅くなる（リクのリロード時間は変わらない）。なお、デッキはハデスやフック船長、機関メンバーなどの人間型ボスも所持しており、デッキを所持していない敵より強敵となっている。
カードにはCPと呼ばれる数値が設定されており、強いカードや効果の高いカード、後述の数字の大きいカードほどCPが高くなる。デッキはCPの制限内で組まなければならないが、これはレベルアップで上限を増やすことができる。なお、前述のアタック・マジックカードにはCPが通常より低いプレミアカードが稀に存在するが、プレミアカードは一度使うとそのバトル中では使えなくなってしまう。
カードの数字
アタックカード、マジックカード、アイテムカード、フレンドカードには0 - 9の数字のどれかがついていて、数字の大きいカードほど有利になる。相手がカードを出している時に自分がそれより数字の大きいカードを出せば、自分のカードは相手のカードを打ち消して発動する（カードブレイク）。逆に相手の出したカードの数字より自分の出したカードの数字が小さければ、自分のカードは打ち消される（リフレクト）。ただし0は特殊で、先に出せばどんなカードにもカードブレイクされてしまうが、後から出せば後述のストック技やどんな大きい数字のカードでも必ずカードブレイクできるという性質を持っている。
ストック技
アタックカード、マジックカード、アイテムカード、フレンドカードはLボタンとRボタンを同時に押す（PS2版では△ボタン）ことでストックができ（3枚まで）、カードを3枚ストックしたところでもう一度LとRを同時に押すと、カードの組み合わせによっては強力なストック技が使える。ただしストック技のために使った1枚目のカードはそのバトル中ではもう使えなくなるため、使いすぎには注意が必要。組み合わせがストック技ではない場合は、ストックしたカードによる連続攻撃になるが、カードの数字は3枚の合計分として扱われるためカードブレイクされる可能性が少なくなる。前述のアイテムカードはこういった使い方をすると効果的である。前述のプレミアカードは、ストック技の2-3枚目に使用した場合は無くならない。
マップカード
上記のバトルカード以外に、マップの移動に使うのがマップカードである。マップカードは敵を倒したときに入手できる。それぞれの階層には決められた数の「部屋」があり、ソラとリクはマップカードで部屋を作って（ルームクリエイション）進んでいく。各々のマップカードには効力があり、部屋に敵が多く出現するようになる「ひしめく闇」や、宝箱からバトルカードを入手できる「やすらぎの宝」など、様々な種類がある。またそれぞれの階層にはイベントが発生する部屋があり、イベントカードと決められた種類のマップカードを併用することで入ることができ、それによりシナリオが進行する。
Dモード
リクのみが持つ能力。リクがカードブレイクをしたりダメージを受けることでダークポイント (DP) が溜まっていき、DPが30以上になると発動。リクがかつて闇に囚われていた頃の姿に変化し、各能力が向上してストック技が使えるようになるなどの効果を持つ。発動後はカードブレイクをされたりダメージを受けることでDPが減っていき、DPが0になることで元に戻る。
またPS2版で追加された要素として、相手が出したカードを素早くカードブレイクすることによって増加するDPにボーナスが入るスピードブレイクがある。これを狙うことによりDモードへの変身を早く、多く行うことが可能となっている。
カードデュエル
PS2版の追加要素で、リクのみが使える能力。相手が出したカードと同じ数字のカードを出すことによって開始し、制限時間内に相手の出すカードを全てカードブレイクすることができれば強力な技が発動して敵に大ダメージを与えることができる。しかし、失敗した場合はリクが気絶し一定時間無防備になってしまう。

## キングダム ハーツ Re:チェイン オブ メモリーズ
『キングダム ハーツ Re:チェイン オブ メモリーズ』（キングダム ハーツ リ・チェイン オブ メモリーズ、KINGDOM HEARTS Re:Chain of Memories、略称：Re:COM）は、『COM』をPlayStation 2向けにフル3Dリメイクした作品。2007年3月29日に『キングダム ハーツII ファイナル ミックス+』として、『キングダム ハーツII ファイナル ミックス』との2本セットで発売された。
『KH』『KH2』に比べて『COM』をプレイしたユーザーが少ないということで、『KH2FM+』のおまけとして当初はGBA版をそのままPS2に移植したものを付属する予定だったが、『武蔵伝II ブレイドマスター』などを開発した大阪開発部（当時『キングダム ハーツ バース バイ スリープ』の開発にあたっていたが、一時中断した経緯がある）が参加したことによってリメイクが実現した。カードバトルやルームクリエイションなど基本的なシステムはGBA版のままに、バトル部分は大阪開発部が、イベント部分は東京開発部（『KH2』のスタッフ）が担当している。
英語キャストの収録におけるコストの問題や時間の制約から当初の発売は日本のみで、海外のユーザーに対しては「どうしようかと頭を悩ませている」と野村が語っていたが、北米版は2008年12月2日に『Re:COM』単体で発売された。
また2013年には、本作のPS3向けHDリマスターが含まれた『キングダム ハーツ HD 1.5 リミックス』が発売された。前述の通り本作は日本と北米でしか発売されていないため、欧州や豪州においてはこれが初めての本作をプレイできる機会となった。
主な変更点は以下の通り。
- 画面が全て3Dに
- 一部イベントシーンがムービーになった
- オープニングムービー追加（映像は『KH』のダイジェストで、曲は『光 -PLANITb Remix-』）
- シナリオの細部変更
- ボス戦追加（ソラ編：マールーシャ第3形態、リク編：ゼクシオン）
- ストック技にリアクションコマンド採用
- 新たなバトルカード、マップカード、ストック技が追加
- シアターモード追加
- 難易度選択追加
- ワールド「100エーカーの森」にミニゲーム追加
- リク編のバトルに新システム「カードデュエル」「スピードブレイク」追加
- ハロウィンタウンではソラ / ドナルド / グーフィーの姿が『KH』と同じものに変わるようになった

## あらすじ
ハートレスを操り、世界を闇に包もうとしていた闇の探求者アンセムを倒したソラ・ドナルド・グーフィーの3人だったが、闇の扉を閉じるためにリクと王様を闇の世界に取り残す結果となってしまった。王様の「光への扉がどこかにある」との言葉を信じ、どこまでも続く草原を歩き続けている3人の前に、分かれ道と共に黒いコートの男が現れる。
「お前に必要なものがこの先にある。ただしそれを手に入れるには、大切な何かを失うことになる」
男を追って辿り着いた「忘却の城」。リクと王様に会えることを感じたソラたちは、手に入れるかわりに失い、失うかわりに手に入れるというこの城に足を踏み入れる。きっとリクと王様がこの先にいる。そう信じて。一方、光と闇の狭間で目覚めたリクも、謎の人物の声に導かれ忘却の城に姿を現した。

### ソラ編
忘却の城の中には、ソラの記憶から作られた「かつて訪れた世界」が広がっていた。これまでの経験をなぞるように、しかしどこか異なる冒険を繰り広げ、忘却の城を進んでいくソラ一行。しかし城を進む度に3人は過去の記憶を失っていく。その彼らの前に「機関」を名乗る黒いコートの者達が現れ、ソラを翻弄していく。中でも、アクセルという男はソラと敵対したかと思えば助言めいた発言をしたりと不可解な行動を取る。
やがてソラはリクとカイリの他にもう一人、仲良しの女の子がいた事を思い出す。彼女の名前はナミネ。そして対峙した黒いコートの女・ラクシーヌがこの城にナミネを捕らえていることを明かす。「ナミネを守る」という約束を思い出したソラは彼女の救出に躍起になるが、そのソラの前に現れたリクがナミネを忘れていた事を指摘し、彼女を救うのは自分だと豪語する。そして城を進むうちにソラはカイリの存在を忘れ、記憶の中のそれがナミネに置き換わっていく。とうとうナミネへの固執のあまり、ソラは心配するドナルドとグーフィーをも置き去りにしてしまう。しかしアクセルによって解放されたナミネに真実を告げられ、ソラはようやく記憶の食い違いに気付く。全てはソラの記憶を書き換えて手中に収めんとする「機関」の陰謀であり、人の記憶を操る魔女であるナミネの力と忘却の城を利用したのであった。そしてソラの前に現れたリクは彼のレプリカであり、記憶操作によって自身を本物のリクだと思い込まされていた。計画を狂わされて怒ったラクシーヌはソラを始末しようとするが、ドナルドとグーフィーの加勢によって敗北・消滅する。
例え偽りの記憶でもナミネを守ることを決めたソラは、全てを仕組んだ黒幕・マールーシャの元へ向かうも、彼らを見送ったナミネはマールーシャに捕まってしまう。だがマールーシャもまた、ソラを利用して「機関」を乗っ取ろうする裏切り行為をアクセルに監視されていたのだった。対立する二人の前にソラ一行が現れ、マールーシャはアクセルに彼らの相手をさせるように仕向け、逃亡。ナミネにソラの記憶を全て消すように命じるがナミネはこれを拒否し、リク=レプリカの加勢もあってソラはマールーシャを撃破する。しかしそれは偽物であり、無の世界にてソラはマシンに乗ったマールーシャとの決戦に挑む。激闘の末にマールーシャを倒したソラはリク=レプリカに優しい言葉を掛けるが、彼は気持ちだけ受け取って去って行った。
ナミネは、この城で失ったソラ達の記憶を蘇らせるには、装置の中で1年間眠らなければならないと語る。しかしそれは同時に、ナミネのことを含めてこの城での出来事を全て忘れてしまう事を意味した。忘れないようにジミニーメモに「ナミネにお礼を言う」と記し、ソラ、ドナルド、グーフィーは眠りに就くのだった。

### リク編
地下の最下層から忘却の城に入り込んだリクは、謎の声の正体であったアンセムに闇へと誘われる。しかし遠くから思念を飛ばしてきた王様に助けられ、城に向かっているという彼と再会を約束して奥へと進んでいく。自身の記憶の世界で出会うのは闇の存在ばかりであり、リクは改めて自分が闇に染まっていた事実を思い知り、心の闇を克服することを決意する。一方、マールーシャらとは別の機関員はリクを手中に収めようと目論み、リク=レプリカを生み出して本物のリクと戦わせる。リク=レプリカは闇の力を解放して本物を下し、闇を恐れる彼を蔑んで去って行った。自身の中に潜むアンセムの侵蝕に何度も挫けそうになりつつも城を進むリクだが、機関員ゼクシオンによってとうとう精神的に追い詰められてしまい、彼の放つ光に呑まれて消えかける。しかしカイリの姿を借りたナミネの呼びかけにより、自身の闇を受け入れて力とし、ゼクシオンを退ける。
地上ではソラ一行がマールーシャを倒して眠りに就いており、彼らの前から姿を消したリク=レプリカはアクセルに「本物」になるように唆され、敗走したゼクシオンを吸収する。しかしそれでも何も変わらず、オリジナルのリクがいる限り自分は永久に「影」のままだとして戦いを挑んでくる。敗北したリク=レプリカは「（心は）たぶん自分と同じ場所へ行く」とうリクの言葉に満足するように消えていった。ナミネと対面したリクは、ソラのように眠りに就くことで心に鍵を掛ければアンセムを封じられるのだと告げられる。しかしそれを拒否して自身の闇と向き合う決意を語り、ナミネにソラのことを頼んで立ち去る。リクはようやく到着した王様と、真に自身をこの城に導いていた謎の男・ディズと対面し、渡されたカードを使って心の中のアンセムを引き摺り出す。なんとかアンセムを倒すものの、消滅間際のアンセムはリクの中にある自身の影は消えないと告げた。自分の中にアンセムの気配が残る限り家には帰れないと言うリクに、王様はリクの闇は光と同様にリク自身の力だと語り、自身もまた闇に対する認識が変わってきたことを告げる。そしてリクの選んだ光と闇の新たな可能性の道を共に歩みたいとして、自分を「王様」ではなくミッキーの名で呼ぶように言った。
城を後にしたリクとミッキーの前に再びディズが現れ、光と闇のどちらの道を進むのか問いかける。リクはどちらでもない、光と闇の中間を行くと答えた。ディズはそれを「闇夜へ続く黄昏の道か」と表するが、リクは「夜明けの道さ」と返すのだった。

## 登場キャラクター
ソラ（Sora）
本作の主人公。黒コートの集団“機関”の思惑が錯綜する中、忘却の城を進んでゆく。知らずうちに大切な人たちの記憶を失い、かわりにナミネの記憶がだんだんと「甦る」につれ、周りが見えなくなってしまう。
ドナルドダック（Donald Duck）
ソラと共に旅を続けている。相変わらずソラとは口論になることが多いが、ソラのピンチには駆けつける確かな絆がある。
グーフィー（Goofy）
ソラと共に旅を続けている。のん気な性格だが、頼りになる一面も。ナミネのことで頭が一杯なソラを心配している。
ジミニー・クリケット（Jiminy Cricket）
旅の記録係。ソラが一人で突っ走ってしまった時に彼をいさめることが多い、保護者的な役割。今作中では旅の記録=ジミニーメモの内容を失ってしまう。
ナミネ（Naminé）
ソラの記憶に浮かび上がった、儚げな少女。絵を描いていることが多い。ソラとソラに関係する人の記憶を書き換える能力を持っており、“機関”に利用されてソラのカイリの記憶を自分に置き換えた。
リク（Riku）
「Reverse/Rebirth」の主人公。キングダムハーツを閉めた後、王様とは離れ離れに。記憶を具現化する忘却の城を進むも、現れるのはハートレスとヴィランズだけ。それはリクの心に闇しか残っていないからだと指摘される。
王様（King Mickey）
ディズニーキャッスルを治める王。忘却の城とは離れた場所にいたが、闇に飲まれそうになるリクを心の力で何度も助け、支え続ける。
リク＝レプリカ（Riku Replica）
“機関”のヴィクセンにより作られた、リクのニセモノ。本物ではないことを強く意識しており、リクを消して自分が本物に成り代わろうと思っている。ゼクシオンの力を手に入れても別の誰かにも成れず怒り狂い、リクに最後の戦いを挑む（トワイライトタウンにて）。最後は敗北し消滅する。
アンセム（Ansem）
闇の探求者。ソラに敗れ、キングダムハーツの奥に眠っていた光に撃たれ消滅したが、リクの心の中に自らの影を潜ませていた。再びリクの体を乗っ取り、復活する時を狙っている。
ディズ（DiZ）
赤い包帯に身を包んだ謎の人物。リクを忘却の城へいざない、様々な問題を提示するが、自身はリクが何を選択するかを見守っていただけだった。

### 機関
アクセル（Axel）
黒コートに身を包んだ謎の機関の1人。忘却の城の地上担当だが、自分の思うがままのように行動している。
マールーシャ（Marluxia）
謎の機関の1人。忘却の城全体を任されている。
ラクシーヌ（Larxene）
謎の機関の1人。忘却の城の地上担当で、人の心を傷つけることに喜びを感じる。
ヴィクセン（Vexen）
謎の機関の1人。忘却の城の地下担当だが、自分の実験のため地上の方に行きソラと対峙する。
レクセウス（Lexaeus）
謎の機関の1人。忘却の城の地下担当。寡黙な巨漢で、リクと対峙する。
ゼクシオン（Zexion）
謎の機関の1人。忘却の城の地下担当。策士であり、誰かを利用して事を進めようとする。

## 声の出演
『COM』の音声はバトル時のみ。『Re:COM』では下記のソラからゼクシオンまでがイベントシーンに登場し、ピーターパン以下の音声はバトル、ミニゲーム時のみとなる。また『Re:COM』は日本版キャスト / 北米版キャストの順とする。

### チェイン オブ メモリーズ
- ソラ - 入野自由
- ドナルド - 山寺宏一
- グーフィー - 島香裕
- リク / リク＝レプリカ - 宮野真守
- アンセム - 大塚明夫
- マールーシャ - 神藤辰也
- アクセル - 藤原啓治
- ラクシーヌ - 片山理恵子
- ヴィクセン - 神藤辰也
- レクセウス - 神藤辰也
- ピーター・パン - 岩田光央
- フック船長 - 大塚周夫
- アリエル - すずきまゆみ
- アースラ - くじら
- ビースト - 山寺宏一
- ジャック - 市村正親
- ブギー - 畠中洋
- アラジン - 三木眞一郎
- ジーニー - 山寺宏一
- イアーゴ - 大川透
- ハデス - 嶋田久作
- クラウド - 櫻井孝宏

### Re:チェイン オブ メモリーズ
- ソラ - 入野自由 / ハーレイ・ジョエル・オスメント
- ドナルド - 山寺宏一 / トニー・アンセルモ
- グーフィー - 島香裕 / ビル・ファーマー
- ジミニー・クリケット - 肝付兼太 / エディ・キャロル
- ナミネ - 中原郁 / ミーガン・ジェット・マーティン
- リク / リク＝レプリカ - 宮野真守 / デビッド・ギャラガー
- 王様 - 青柳隆志 / ウェイン・オルウィン
- カイリ - 内田莉紗 / アリソン・ストーナー
- アンセム - 大塚明夫 / リチャード・エプカー
- ディズ - 若山弦蔵 / コーリー・バートン
- マールーシャ - 池田秀一 / キース・ファーガソン
- アクセル - 藤原啓治 / クイントン・フリン
- ラクシーヌ - 宮村優子 / シャネル・ワークマン
- ヴィクセン - 野沢那智 / デレク・スティーヴン・プリンス
- レクセウス - 立木文彦 / デイヴ・ボート
- ゼクシオン - 石田彰 / ヴィンセント・コラッツァ
- ピーター・パン - 林勇 / クリストファー・スティール
- フック船長 - 大塚周夫 / コーリー・バートン
- プー - 亀山助清 / ジム・カミングス
- ティガー - 玄田哲章 / ジム・カミングス
- アリエル - すずきまゆみ / ジョディ・ベンソン
- アースラ - くじら / パット・キャロル
- ビースト - 山寺宏一 / ロビー・ベンソン
- ジャック - 市村正親 / クリス・サランドン
- ブギー - 畠中洋 / ケン・ペイジ
- アラジン - 三木眞一郎 / スコット・ウェインガー
- ジーニー - 山寺宏一 / ダン・カステラネタ
- イアーゴ - 大川透 / ギルバート・ゴットフリード
- ハデス - 嶋田久作 / ジェームズ・ウッズ
- ムーシュー - 山寺宏一 / マーク・モーズリー
- クラウド - 櫻井孝宏 / スティーブ・バートン

## 登場ワールド
トラヴァースタウン (Traverse Town)
ソラ編：1階、リク編：地下11 - 8階
アグラバー（Agrabah、作品：アラジン）
ソラ編：2 - 6階、リク編：地下11 - 8階
オリンポスコロシアム（Olympus Coliseum、作品：ヘラクレス）
ソラ編：2 - 6階、リク編：地下7 - 4階
ワンダーランド（Wonderland、作品：ふしぎの国のアリス）
ソラ編：2 - 6階、リク編：地下7 - 4階
モンストロ（Monstro、作品：ピノキオ）
ソラ編：2 - 6階、リク編：地下11 - 8階
ハロウィンタウン（Halloween Town、作品：ナイトメアー・ビフォア・クリスマス）
ソラ編：2 - 6階、リク編：地下7 - 4階
アトランティカ（Atlantica、作品：リトル・マーメイド）
ソラ編：7 - 10階、リク編：地下7 - 4階
ネバーランド（Never Land、作品：ピーター・パン）
ソラ編：7 - 10階、リク編：地下11 - 8階
ホロウバスティオン (Hollow Bastion)
ソラ編：7 - 10階、リク編：地下12階
100エーカーの森（100 Acre Wood、作品：くまのプーさん）
ソラ編：7 - 10階、リク編：なし
トワイライトタウン (Twilight Town)
ソラ編：11階、リク編：地下2階
デスティニーアイランド (Destiny Islands)
ソラ編：12階、リク編：地下3階
忘却の城 (Castle Oblivion)
ソラ編：13階、リク編：地下1階

## 主なスタッフ

### チェイン オブ メモリーズ
- ディレクター、コンセプトデザイン：野村哲也
- ジュピターチームディレクター：田中拳
- シナリオ：渡辺大祐
- バトルプランニングディレクター：兼森雄一
- 音楽：下村陽子
- プロデューサー：北瀬佳範、橋本真司
- エグゼクティブプロデューサー：和田洋一
- プログラム：株式会社ジュピター

### Re:チェイン オブ メモリーズ
- ディレクター、コンセプトデザイン：野村哲也
- Co.ディレクター：安江泰
- シナリオ：渡辺大祐
- バトルプランニングディレクター：兼森雄一
- 音楽：下村陽子
- プロデューサー：橋本真司
- Co.プロデューサー：吉本よういち
- エグゼクティブプロデューサー：本多圭司、和田洋一

## 関連作品
- 『キングダム ハーツ チェイン オブ メモリーズ アルティマニア』
  - 2004年12月17日、ISBN 4-7575-1344-5
- 漫画『キングダム ハーツ チェイン オブ メモリーズ』（天野シロ、月刊少年ガンガン、原案：野村哲也）
  - 1巻 2005年10月22日、ISBN 4-7575-1552-9
  - 2巻 2006年4月22日、ISBN 4-7575-1670-3
- 小説『キングダム ハーツ チェイン オブ メモリーズ』（著：金巻ともこ、画：天野シロ）
  - ソラ編 上巻 2005年10月22日、ISBN 4-7575-1568-5
  - ソラ編 下巻 2005年11月30日、ISBN 4-7575-1581-2
  - Reverse/Rebirth 2006年1月31日、ISBN 4-7575-1618-5